# Прогресо (Юкатан)
Прогресо (исп. Progreso) — портовый город в Мексике, штат Юкатан, административный центр одноимённого муниципалитета. Численность населения, по данным переписи 2010 года, составила 37 369 человек.

## Общие сведения
Город был основан Хуаном Мигелем Кастро, согласно указу президента Мексики Игнасио Комонфорта от 25 февраля 1856 года.
Он находится на берегу Мексиканского залива примерно в 25 километрах севернее Мериды, для которой выполняет функцию порта.
Прогресо, прилегающие к нему окрестности и акватория находятся на месте древнего кратера Чикшулуб, который возник 65 миллионов лет назад при падении на Землю гигантского метеорита.
Здесь развита рыбная промышленность, туризм. Портовая зона включает в себя пирс, выдающийся в море на 6,5 км, и позволяющий принимать крупные круизные лайнеры. Туристы посещают Прогресо, Мериду а также находящиеся в окрестностях археологические достопримечательности эпохи майя.

## Фотографии
- Пляжи
- Маяк
- Памятник основателю города — Хуану Мигелю Кастро
- Круизный лайнер в порту
- Пирс, уходящий в Мексиканский залив на 6,5 км
- Отель Якунах